# صاریغ دم‌قلم‌مویی مسی
صاریغ دم‌قلمویی مسی (نام علمی: Trichosurus johnstonii) گونه‌ای صاریغ استرالیایی کیسه‌دار در تیره درخت‌نوردان کیسه‌دار است. دم‌قلمویی‌های مسی در کوئینزلند در شمال شرقی استرالیا یافت می‌شوند. این پستانداران در زیست‌بوم‌های با جنگل‌های بارانی و در میان درختان زندگی می‌کنند. گستره پراکندگی آنان محدود است ولی در منطقه خودشان از جمله جانوران معمول هستند.